# Nad propastí: Existenční riziko a budoucnost lidstva
Nad propastí: Existenční riziko a budoucnost lidstva (anglicky The Precipice: Existential Risk and the Future of Humanity) je kniha australského filosofa Tobyho Orda, vedoucího vědeckého pracovníka na Future of Humanity Institute v Oxfordu, vydaná v roce 2020. Kniha tvrdí, že lidstvo bude v několika příštích stoletích čelit bezprecedentním rizikům, a zkoumá morální význam ochrany budoucnosti lidstva.

## Obsah

### Propast
Ord tvrdí, že lidstvo se nachází v jedinečně nebezpečném období svého vývoje, které nazývá Propast. Toto období, které začalo prvním testem atomové bomby v roce 1945, se vyznačuje bezprecedentní ničivou silou v kombinaci s nedostatečnou moudrostí a zdrženlivostí. Ord předpovídá, že Propast pravděpodobně potrvá maximálně několik století, protože lidstvo si buď rychle vyvine nezbytnou sebekontrolu, nebo podlehne rychle se hromadícímu riziku katastrofy. Ord odhaduje, že Karibská krize v roce 1962, u níž tehdejší vůdci předpokládali 10–50% pravděpodobnost vypuknutí jaderné války, byla nejblíže sebezničení, k jakému se lidstvo za svou 200 000 let dlouhou historii přiblížilo.

### Existenční katastrofa a existenční riziko
Ord využívá pojmy existenční katastrofa a existenční riziko, s odkazem na jejich definice od Nicka Bostroma. Existenční katastrofa označuje zničení dlouhodobého potenciálu lidstva, zatímco existenční riziko se vztahuje k pravděpodobnosti, že dané nebezpečí povede k existenční katastrofě. Zánik lidstva je jedním z mechanismů existenční katastrofy, ale lze si představit i jiné, například trvalou totalitní dystopii. Pojem existenční katastrofy je striktně definován jako trvalá a nevratná ztráta potenciálu; například ani katastrofa, která by zabila většinu lidí, by podle této definice nebyla existenční katastrofou, pokud by se přeživší nakonec vzpamatovali a obnovili vědecký a technologický pokrok. Ord zkoumá obrovské morální důsledky existenční katastrofy z různých úhlů pohledu: existenční katastrofa by zároveň zradila vše, co minulé generace vybudovaly, způsobila by velké utrpení lidem žijícím v dané době a znemožnila by možnost rozsáhlého budoucího rozkvětu mezi hvězdami.

### Rizika
Ord odhaduje celkové riziko existenční katastrofy během sta let na 1 ku 6. Toto riziko zahrnuje i relativně zanedbatelné riziko přírodních katastrof, jako jsou dopady asteroidů, ale drtivou většinu tvoří člověkem způsobené existenční riziko. Ord odhaduje existenční riziko spojené s nekontrolovanou umělou inteligencí na 1 ku 10 v příštích sto letech, což je více než všechny ostatní zdroje existenčního rizika dohromady. Mezi další antropogenní existenční rizika patří jaderná válka, uměle vytvořené pandemie a změna klimatu.

### Reakce
Ord uvádí, že lidstvo vynakládá méně než 0,001 % hrubého světového produktu na cílená opatření ke snížení existenčního rizika. Argumentuje, že motivaci k financování takových opatření omezuje nedostatečná globální koordinace, kterou by bylo možné zlepšit prostřednictvím specializovaných globálních institucí. Navíc intervence, jako je řízení nebezpečných nově vznikajících technologií, mohou ze své podstaty vyžadovat zvýšenou globální koordinaci. Ord nastiňuje řadu politických a výzkumných doporučení zaměřených na snížení existenčního rizika. Zkoumá také několik způsobů, jak mohou jednotlivci přispět ke snížení existenčního rizika, jako je výběr profesí s vysokým dopadem, efektivní darování a přispívání k veřejné diskusi o tomto tématu.

## Přijetí
Recenze v Evening Standard označila knihu Nad Propastí za „významný a podnětný příspěvek“. V The Spectator Tom Chivers nazval Propast „silnou knihou, napsanou okem filozofa vycvičeným na protiargumenty, takže se s nimi může vypořádat předem. A Ordova láska k lidstvu a naděje v jeho budoucnost je nakažlivá, stejně jako jeho zděšený úžas nad tím, jak blízko jsme byli k jeho zničení“.
Novinář a spisovatel Bryan Appleyard v článku pro The Sunday Times vyjádřil skepsi vůči některým morálním filozofickým aspektům knihy, když prohlásil: „Pochybuji, že by kniha dokázala odvrátit lidstvo od jeho sebezničujících sklonů.“ Nakonec však knihu pochválil, označil ji za „hutnou a často strhující“ a vyzdvihl Ordův rozbor vědeckých poznatků jako „příkladný“. Recenzent Steven Carroll v The Sydney Morning Herald ji nazval autoritativní a dostupnou.
Recenze v The New Yorker publikovaná v dubnu 2020 během pandemie koronaviru poznamenala, že kniha se zdála být „stvořena pro současnou chvíli“, a uvedla, že "čtenáři mohou shledat pasáže argumentující, proč si lidstvo zaslouží záchranu a proč jsme vybaveni čelit těmto výzvám, ještě poutavějšími než výčet potenciálních katastrof".